# Kaila Yu
Kaila Yu, nata Li Ting Yu (cinese: 于麗萍, pinyin: Yú Lìpíng) (Taipei, 16 maggio 1979), è una modella e cantante taiwanese naturalizzata statunitense.
Ha inciso alcuni dischi, tra cui un album pubblicato anche sul servizio iTunes di Apple.
È apparsa su numerose riviste, in un videogame per PlayStation e possiede un proprio sito personale a pagamento.

## Discografia

### Album
- Kaila (2003)

### Singoli
- Our Last Night (2002)
- Move (2003)
- Candy Coated Sugar Sex (2003)
- Get Up On You - (2003)